# Wynn Stewart

Wynn Stewart

Wynn Stewart (* 7. Juni 1934 als Wynnford Lindsey Stewart in Morrisville, Missouri; † 17. Juli 1985 in Hendersonville, Tennessee) war ein US-amerikanischer Country-Sänger und Songwriter, der zu den Begründern des kalifornischen Bakersfield Sound zählt.

## Anfänge
Wynn Stewart entstammte einer armen Farmerfamilie, die auf gepachtetem Land mühsam ums Überleben kämpfte. Als Schüler trat er mehrfach beim in Springfield (Missouri) beheimateten Radiosender KWTO auf. 1948 zog die Familie nach Kalifornien, wo er eine Band gründete und in den örtlichen Clubs spielte. Eine Karriere als Baseballprofi scheiterte an seiner zu geringen Körpergröße.
Es gelang ihm, den Steelgitarristen Ralph Mooney für seine Band zu gewinnen, den er bei einem Talentwettbewerb kennengelernt hatte. Mooney sollte zwei Jahrzehnte bei ihm bleiben und maßgeblich seinen Sound prägen. 1954 wurden für ein kleines Label einige Singles eingespielt. Der Country-Sänger Skeets McDonald wurde auf Stewart aufmerksam und vermittelte einen Schallplattenvertrag mit dem Capitol-Label.

## Karriere
Obwohl es seine dritte Single, Waltz of the Angels, in die Top-20 schaffte, blieben weitere Erfolge aus. 1958 wechselte Stewart zum Jackpot-Label; ein Jahr später hatte er mit Wishful Thinking, seinen ersten Top-10-Hit. Danach erreichte sein gemeinsam mit Jan Howard gesungenes Wrong Company eine mittlere Chartposition. Es war das erste einer Serie von Duetten und zugleich der Beginn der Karriere Jan Howards. 1961 zog Wynn Stewart nach Las Vegas, wo er Miteigentümer des Nashville Nevada Clubs wurde und allabendlich auf der Bühne stand. Ein junger Gitarrist seiner Band namens Merle Haggard, für den er Sing A Sad Song schrieb, startete hier seine Karriere.
1963 musste der Club aus finanziellen Gründen aufgegeben werden; Stewart zog zunächst nach Bakersfield und dann nach Los Angeles, wo er erneut beim Capitol-Label unterschrieb. Hier gelang ihm zwei Jahre später mit It's Such A Pretty World Today sein einziger Nummer-1-Hit. Es folgten einige Top-10-Hits und mittlere Chartplatzierungen. Als die Verkaufszahlen nachließen, trennte er sich von Capitol und wechselte zu RCA Victor und anschließend zum Playboy-Label. Nur in den ersten Monaten konnte er hier an seine alten Erfolge anknüpfen. Ein wesentlicher Grund war seine fehlende Entschlossenheit, ganz nach oben zu kommen.
1976 zog er nach Nashville, wo er bei verschiedenen Labels eine Rückkehr in die Charts versuchte – allerdings in den meisten Fällen erfolglos. 1978 gründete er sein eigenes Label, WIN-Records, mit dem er einige mittlere Chart-Platzierungen verbuchen konnte. In diesen Jahren hatte er massive Alkoholprobleme. Es kriselte in seiner Ehe und sein Gesundheitszustand verschlechterte sich zusehends. 1985, kurz vor einer Tournee, mit der er ein Comeback einleiten wollte, erlag er einem Herzinfarkt.

## Diskografie

### Alben
| Jahr | Titel                               | Höchstplatzierung, Gesamtwochen, AuszeichnungChartplatzierungen (Jahr, Titel, Platzierungen, Wochen, Auszeichnungen, Anmerkungen) | Höchstplatzierung, Gesamtwochen, AuszeichnungChartplatzierungen (Jahr, Titel, Platzierungen, Wochen, Auszeichnungen, Anmerkungen) | Anmerkungen |
| Jahr | Titel                               | US | Country | Anmerkungen |
| ---- | ----------------------------------- | --- | --- | ----------- |
| 1967 | It’s Such a Pretty World Today      | US158 (8 Wo.)US | Country1 (25 Wo.)Country |             |
| 1967 | Love’s Gonna Happen to Me           | — | Country13 (11 Wo.)Country |             |
| 1968 | Something Pretty                    | — | Country28 (6 Wo.)Country |             |
| 1969 | Let the Whole World Sing It with Me | — | Country41 (3 Wo.)Country |             |
| 1976 | After the Storm                     | — | Country24 (12 Wo.)Country |             |

Weitere Alben
- 1961: Sweethearts Of Country Music (mit Jan Howard)
- 1962: Wynn Stewart
- 1965: Songs of Wynn Stewart
- 1967: Above and Beyond
- 1968: In Love
- 1969: Yours Forever
- 1970: You Don’t Care What Happens to Me
- 1970: It’s a Beautiful Day
- 1971: Baby It’s Yours

### Singles
| Jahr | Titel Album                                                              | Höchstplatzierung, Gesamtwochen, AuszeichnungChartsChartplatzierungen (Jahr, Titel, Album, Platzierungen, Wochen, Auszeichnungen, Anmerkungen) | Anmerkungen    |
| Jahr | Titel Album                                                              | Country | Anmerkungen    |
| ---- | ------------------------------------------------------------------------ | --- | -------------- |
| 1956 | Waltz of the Angels Wynn Stewart                                         | Country14 (… Wo.)Country |                |
| 1960 | Wishful Thinking Wynn Stewart                                            | Country5 (22 Wo.)Country |                |
| 1960 | Wrong Company –                                                          | Country26 (2 Wo.)Country | mit Jan Howard |
| 1961 | Big, Big Love Wynn Stewart                                               | Country18 (7 Wo.)Country |                |
| 1962 | Another Day, Another Dollar –                                            | Country27 (3 Wo.)Country |                |
| 1964 | Half of This, Half of That Songs of Wynn Stewart                         | Country30 (15 Wo.)Country |                |
| 1965 | I Keep Forgettin’ That I Forgot About You It’s Such a Pretty World Today | Country43 (7 Wo.)Country |                |
| 1967 | It’s Such a Pretty World Today                                           | Country1 (22 Wo.)Country |                |
| 1967 | Cause I Have You It’s Such a Pretty World Today                          | Country9 (16 Wo.)Country |                |
| 1967 | That’s the Only Way to Cry Love’s Gonna Happen to Me                     | Country68 (3 Wo.)Country |                |
| 1968 | Love’s Gonna Happen to Me                                                | Country7 (16 Wo.)Country |                |
| 1968 | Something Pretty                                                         | Country10 (13 Wo.)Country |                |
| 1968 | In Love                                                                  | Country16 (11 Wo.)Country |                |
| 1969 | Strings Let the Whole World Sing It with Me                              | Country29 (11 Wo.)Country |                |
| 1969 | Let the Whole World Sing It with Me                                      | Country20 (12 Wo.)Country |                |
| 1969 | World Wide Travelin’ Man Let the Whole World Sing It with Me             | Country19 (10 Wo.)Country |                |
| 1969 | Yours Forever                                                            | Country47 (9 Wo.)Country |                |
| 1970 | You Don’t Care What Happens to Me                                        | Country55 (4 Wo.)Country |                |
| 1970 | It’s a Beautiful Day                                                     | Country13 (13 Wo.)Country |                |
| 1971 | Heavenly It’s a Beautiful Day                                            | Country32 (10 Wo.)Country |                |
| 1971 | Baby It’s Yours                                                          | Country55 (6 Wo.)Country |                |
| 1971 | Hello Little Rock Baby It’s Yours                                        | Country53 (5 Wo.)Country |                |
| 1972 | Paint Me a Rainbow –                                                     | Country49 (8 Wo.)Country |                |
| 1973 | Love Ain’t Worth a Dime Unless It’s Free –                               | Country51 (9 Wo.)Country |                |
| 1973 | It’s Raining in Seattle –                                                | Country62 (9 Wo.)Country |                |
| 1975 | Lonely Rain After the Storm                                              | Country80 (9 Wo.)Country |                |
| 1976 | After the Storm                                                          | Country8 (14 Wo.)Country |                |
| 1977 | Sing a Sad Song After the Storm                                          | Country19 (11 Wo.)Country |                |
| 1979 | Eyes as Big as Dallas –                                                  | Country37 (11 Wo.)Country |                |
| 1979 | Could I Talk You Back Into Loving Me Again –                             | Country59 (5 Wo.)Country |                |
| 1985 | Wait ’Til I Get My Hands on You –                                        | Country98 (1 Wo.)Country |                |